# Josephine Diebitsch Peary

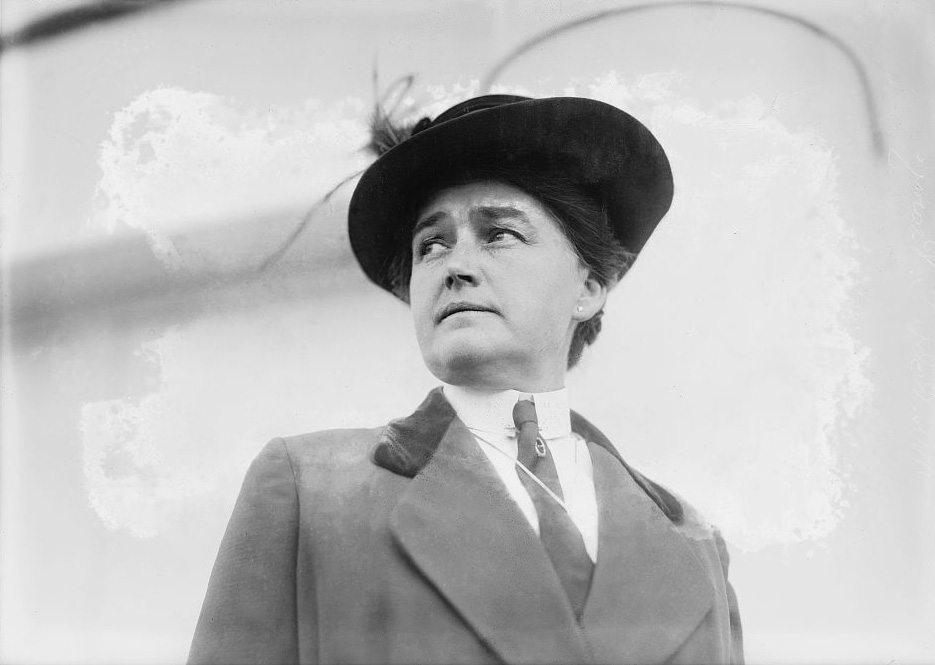
Peary por volta de 1913

Josephine Cecilia Diebitsch Peary (Maryland, 22 de maio de 1863 – Portland, 19 de dezembro de 1955) foi uma escritora americana e exploradora do Ártico.

## Primeiros anos
Nasceu batizada como Josephine Cecilia Diebitsch em Maryland, em 22 de maio de 1863. Sua mãe, Magdalena Augusta Schmid Diebitsch, era da Saxônia. Seu pai, Hermann Henry Diebitsch, era um oficial militar da Prússia. Durante a Guerra Civil, a fazenda da família Diebitsch foi destruída, o que levou a uma mudança para Washington, D.C.. Hermann mais tarde tornou-se funcionário do Departamento de Câmbio da Smithsonian Institution. Ela tinha um irmão, Emil Diebitsch, que mais tarde se tornou prefeito de Nutley, Nova Jérsia, e uma irmã, Miss Marie Diebitsch, de Washington.
Josephine cursou o Spencerian Business College e formou-se oradora da turma em 1880. Ela encontrou-se qualificada e na pista para um copista, funcionário e posição de tallyist no Smithsonian e no Departamento do Interior dos EUA. Josephine escreveu My Arctic Journal (1893) durante a expedição de 1891-1892, que deu ao mundo uma imagem real da cultura Inuit e da Geografia Ártica. Josephine Peary foi uma participante ativa em todas as suas viagens à Groenlândia, mostrando seu talento como caçadora de renas, ptarmigan e outros animais para comida e roupas.

## Casamento e família
Robert Edwin Peary nasceu na Pensilvânia em 1856. Ele freqüentou o Bowdoin College, em Brunswick, Maine. Josephine conheceu Robert em 1885, enquanto ela frequentava a escola de dança. Mais tarde, ela se casou com ele em 11 de agosto de 1888. Ela frequentemente o acompanhava em suas viagens ao norte, para onde viajava mais ao norte, sobre os campos de gelo, do que qualquer outra mulher branca. Ela o acompanhou em seis de suas expedições ao Ártico e foi considerada uma primeira-dama do Ártico. Sua ânsia de explorar o mundo levou-a a acompanhar o marido em sua segunda expedição à Groenlândia de 1891 a 1892. Enquanto eles se casaram, Robert Peary liderou com sucesso uma expedição ao Polo Norte. Assim, ganhando o título de primeiro homem branco para explorar o Ártico. Naquela época, Josephine ficou em casa, na Ilha da Águia de Casco Bay, no Maine, que Robert comprara em 1877.
Josephine e Robert tiveram dois filhos. Marie Ahnighito Peary, nascida em 1893 e conhecida como "Bebê da Neve", nasceu a menos de treze graus do Pólo Norte. Seu filho foi chamado Robert E. Peary Jr. Embora ambas as crianças fossem aventureiros do Ártico, Robert Jr. mais tarde tornou-se engenheiro de construção. Eles também tiveram três netos, comandante. Edward Peary Stafford, da USN, Robert E. Peary III, e o tenente JG Peary Diebitsch Stafford, USN
Robert Peary morreu em 20 de fevereiro de 1920. Após sua morte, Josephine estabeleceu-se em Portland, Maine, em 1932. Josephine Peary morreu em 19 de dezembro de 1955 aos 92 anos de idade.

## Trabalho
- My Arctic Journal (1893)
- The Snow Baby (1901)
- Children of the North (1903)[4]

## Prêmios e realizações
- Concedida maior honra da National Geographic Society, a medalha de conquista, por suas realizações do Ártico.[4]
- Membro fundador da Sociedade Geográfica da Filadélfia, bem como do Appalachian Mountain Club.[6]
- Um membro honorário de um Clube de Geógrafos da Mulher.[6]